# Saryarka
Saryarka – Steppe und Seen von Nordkasachstan (kasachisch Сарыарқа Saryarqa, deutsch ‚Gelber Rücken‘) ist eine UNESCO-Welterbestätte im Norden Kasachstans. Sie wurde am 7. Juli 2008 aufgrund ihrer außergewöhnlichen Bedeutung für den Schutz von Steppen- und Feuchtgebietsökosystemen in das Weltnaturerbe aufgenommen.

## Beschreibung
Das Gebiet liegt westlich von Astana im Bereich der Kasachischen Schwelle rund um den Tengizsee. Die Welterbestätte umfasst zwei Schutzgebiete, das Naurzum-Naturreservat und das Korgalzhyn-Naturreservat. Zusammen bedecken sie eine Fläche von 450.344 ha.

## Schutzgebiete
Die beiden Schutzgebiete umfassen ausgedehnte Steppenlandschaften und Feuchtgebiete. Die Seen Korgalzhyn und Tengiz dienen als wichtige Rast- und Brutplätze für zahlreiche bedrohte Zugvogelarten, darunter der seltene Nonnenkranich. Zeitweise halten sich hier bis zu 15 Millionen Vögel auf, etwa 250.000 davon brüten im Bereich der Seen Korgalzhyn und Tengiz. Im Gebiet der Naurzum-Seen brüten sogar rund 500.000 Vögel.

## Bedeutung für den Naturschutz
Die Feuchtgebiete der Region sind von internationaler Bedeutung, da sie zu den wichtigsten Rastplätzen für Zugvögel entlang der zentralasiatischen Flugrouten zählen. Die Steppen sind zudem ein bedeutendes Refugium für die bedrohte Saigaantilope.